# Евневич, Антон Владиславович
Евневич, Антон Владиславович (27 января 1906 — 1976, Москва) — советский учёный-горняк, специалист в области конструирования и проектирования в горно-транспортном машиностроении. Доктор технических наук, профессор Московского горного института.

## Биография
После окончания средней школы в 1924 г. А. В. Евневич работает на Люберецком заводе сельскохозяйственных машин им. Ухтомского в механическом цехе, одновременно учится на механическом отделении Московского вечернего химико-механического техникума. В 1927 г. Антон Владиславович поступает в Московскую горную академию. В 1930— 1931 гг. он направляется в Донбасс, где работает заведующим механизацией шахты «Артем», и проводит первые работы по внедрению врубовых машин на пластах крутого падения. В 1932 г. А. В. Евневич оканчивает Московский горный институт (сегодня – Горный институт НИТУ «МИСиС»), созданный к тому времени на базе горного факультета Московской горной академии.
С 1932 по 1937 г. работает инженером-конструктором в проектном отделе Союзстромстроймашина по созданию машин для добычи и переработки сырья на заводах строительных материалов. Одновременно он читает курс «Машины и аппараты силикатной промышленности» в Московском институте силикатов и строительных материалов и Московском вечернем машиностроительном институте. В 1937 г. А. В. Евневич по распоряжению Наркомтяжпрома СССР направлен на работу в Главгормаш НКТП СССР.
В этот период А. В. Евневич публикует в журналах ряд статей по оборудованию заводов строительных материалов. В 1939 г. он издает совместно с инженером М. М. Моносзоном первый отечественный учебник «Механическое оборудование заводов строительных материалов».
В сентябре 1941 г. А. В. Евневич был назначен уполномоченным Наркомугля СССР в г. Караганду для руководства строительством и пуска производства эвакуируемого из Ворошиловграда завода им. Пархоменко. В декабре 1941 г. назначается начальником технического отдела и заместителем главного инженера, а потом главным инженером Государственного союзного машиностроительного завода им. Пархоменко в г. Караганде.
В 1942—1943 гг. читает лекции по горному машиностроению в Московском горном институте, а потом Днепропетровском горном институте, которые находились в то время в эвакуации в г. Караганде. С 1945 по 1947 г. А. В. Евневич работал заместителем главного инженера и начальником технического отдела Главуглемаша Минуглепрома восточных районов СССР. В этот период он защитил кандидатскую диссертацию.
В 1947 г. А. В. Евневич становится доцентом кафедры транспортных машин и комплексов в МГИ, работает под руководством академика А.О. Спиваковского. Обладая значительным опытом производственной работы, он развивает на кафедре активную учебно-методическую работу. В 1952—1956 гг. выходят в свет в соавторстве два тома атласа «Оборудование рудничного транспорта». В 1956 г. выходит его учебник «Горные транспортные машины» для студентов специальности «Горные машины», который выдержал три издания. Другой его учебник «Грузоподъемные и транспортирующие машины» пять раз переиздавался, был переведен и издан в странах Восточной Европы.
С 1951 по 1956 г. А. В. Евневич преподавал в Академии угольной промышленности. С 1956 г. вновь переходит на преподавательскую работу в Московский горный институт, где работал до конца жизни.
В 1963 г. А. В. Евневичу присуждена ученая степень доктора технических наук, а в 1964 г. присвоено ученое звание профессора. Автор свыше ста печатных работ.
В 1967-1969 гг. был деканом Горно-механического факультета МГИ, кроме того, А.В. Евневич являлся председателем секции Научно-технического совета Министерства тяжелого и транспортного машиностроения СССР (с 1966 г.), где оказывал большую помощь предприятиям горного машиностроения.
Плодотворная инженерная, научная, педагогическая деятельность А.В. Евневича была отмечена высокими правительственными наградами.

## Избранные труды
- Зондерзорг, Б. Подземные ленточные и пластинчатые конвейеры / Пер. с нем. под ред. инж. А. В. Евневича. - Москва : изд-во и 2-я тип. Углетехиздата, 1946 [обл.: 1947]
- Молотковая дробилка типа Клеро: Краткая инструкция по уходу и обслуживанию / А. В. Евневич ; Министерство угольной пром-сти вост. р-нов СССР. Гипроуглемаш Востока. - Москва : Углетехиздат, 1947
- Грохоты жирационные: Руководство по монтажу и эксплоатации / М-во угольной пром-сти вост. районов СССР. Гипроуглемаш Востока. - Москва : изд-во и 2-я тип. Углетехиздата, 1948
- Оборудование углеобогатительных фабрик / А. В. Евневич, доц. канд. техн. наук. - Москва : изд-во и 1-я и 2-я тип. Углетехиздата, 1949
- Грузоподъемные и транспортные механизмы на предприятиях строительных материалов: [Учебник для техникумов] / А. В. Евневич, доц. канд. техн. наук. - Москва : Промстройиздат, 1951
- Emelő- és szállítóberendezések az építőanyagiparban / A. Z. Jevnyevics ; Ford. Kónya Ferenc. - Budapest : Építésügyi kiadó, 1953
- Горные транспортные машины: [Учебник для специальности "Горные машины" горных ин-тов и фак.]. - Москва : Углетехиздат, 1956
- Грузоподъемные и транспортирующие машины на заводах строительных материалов: [Учебник для техникумов]. - 2-е изд., перераб. - Москва : Промстройиздат, 1956
- Частная методика преподавания курса "Рудничный транспорт": [Пособие для преподавателей горных техникумов] / А. В. Евневич, Л. М. Зарецкий. - Москва : Углетехиздат, 1958
- Основы дисциплины "Горные транспортные машины": Для специальности "Горные машины" горных ин-тов и фак. : Автореферат дис., представленной на соискание ученой степени доктора технических наук / Доц. канд. техн. наук А. В. Евневич ; М-во высш. образования СССР. Моск. горный ин-т им. И. В. Сталина. Кафедра рудничного транспорта. - Москва : [б. и.], 1958
- Пластинчатые конвейеры для угольных шахт: Обзор / А. В. Евневич, Л. Г. Шахмейстер. - Москва : [б. и.], 1960
- Грузоподъемные и транспортирующие машины на заводах строительных материалов: [Учебник для техникумов] / А. В. Евневич, канд. техн. наук. - 3-е изд., перераб. - Москва : Машгиз, 1962
- Конструирование и расчет горных транспортных машин: Доклад о содержании выполненных и опубликованных работ, представленных на соискание ученой степени доктора технических наук / М-во высш. и сред. спец. образования РСФСР. Моск. ин-т радиоэлектронике и горной электромеханике. - Москва : [б. и.], 1963
- Горные транспортные машины: [Учебник для студентов горных ин-тов и фак.]. - 2-е изд. - Москва : Госгортехиздат, 1963
- Грузоподъемные и транспортирующие машины на заводах строительных материалов: [Учебник для техникумов] / А. В. Евневич, проф. д-р техн. наук. - 4-е изд., перераб. - Москва : Машиностроение, 1968
- Механизация транспортных и погрузочных работ при добыче и складировании горнохимического сырья. - Москва : Недра, 1972
- Транспортные машины и комплексы: [Учебник для вузов по специальности "Горные машины"] / А. В. Евневич. - 3-е изд., перераб. и доп. - Москва : Недра, 1975
- Грузоподъемные и транспортирующие машины: [Учебник для техникумов пром-сти строит. материалов] / А.В. Евневич, проф., д-р техн. наук. - 5-е изд., перераб. - Москва : Машиностроение, 1977.